# Unbestimmter Ausdruck (Mathematik)
Ein unbestimmter Ausdruck ist in der Mathematik ein Term, dessen Auftreten bei der Untersuchung von Grenzwerten eine besondere Rolle spielt. Der Begriff ist zu unterscheiden vom undefinierten Ausdruck.

## Problemdarstellung
Da die Division durch Null nicht definiert ist, stellt der Term {\displaystyle {\tfrac {1}{0}}} keine Zahl dar. Vergleicht man mit {\displaystyle {\tfrac {1}{x}}}, wobei {\displaystyle x} eine sehr kleine (aber positive) Zahl sein soll, so ergibt sich ein sehr großer Wert. Bei negativem {\displaystyle x} ergibt sich dagegen ein entsprechender negativer Wert von großem Betrag. Es liegt daher nahe, das Symbol {\displaystyle \infty } einzuführen, sodass man immerhin die Betragsaussage {\displaystyle |{\tfrac {1}{0}}|=\infty } treffen kann.
Das Rechnen mit den um unendliche Elemente erweiterten reellen Zahlen ist mit geringen Einschränkungen möglich. Einigen Termen wie {\displaystyle {\tfrac {0}{0}}} dagegen kann auch in so einer Erweiterung weder eine Zahl noch das Symbol {\displaystyle \infty } zugeordnet werden.
Vergleicht man den Term {\displaystyle {\tfrac {0}{0}}} mit {\displaystyle {\tfrac {x}{y}}}, wobei sowohl {\displaystyle x} als auch {\displaystyle y} betragskleine Zahlen sind, so kann deren Quotient wie oben einen sehr großen Betrag haben, aber ebenso gut jeden beliebigen anderen Wert.
Selbst unter Zuhilfenahme von {\displaystyle \infty } liegt also für {\displaystyle {\tfrac {0}{0}}} kein geeigneter Wert nahe, es ist deshalb ein unbestimmter Ausdruck.

## Definition
Üblicherweise wird der Begriff „unbestimmter Ausdruck“ für einen der folgenden Ausdrücke verwendet:
{\displaystyle {\frac {0}{0}},\quad 0\cdot \infty ,\quad \infty -\infty ,\quad {\frac {\infty }{\infty }},\quad 0^{0},\quad \infty ^{0},\quad 1^{\infty }.}
Kurz vor einem solchen Anschrieb enthält ein derartiger Ausdruck zwei Operanden, die durch Operationen wie Division, Multiplikation, Subtraktion oder Potenzierung miteinander verbunden sind, und jeder Operand konvergiert im Verlauf einer Rechnung gegen eine erweiterte reelle Zahl der Art {\displaystyle 0,1,\infty }. Eine etwas ausführlichere Schreibweise mit {\displaystyle x} und {\displaystyle y} als den 2 (in den gezeigten 7 Fällen: reellen) Operanden wäre also:
| {\displaystyle \textstyle \lim _{x\to 0,\,y\to 0}}             | {\displaystyle (x/y)}      | für {\displaystyle {\tfrac {0}{0}}}             |
| {\displaystyle \textstyle \lim _{x\to 0,\,y\to \infty }}       | {\displaystyle (x\cdot y)} | für {\displaystyle 0\cdot \infty }              |
| {\displaystyle \textstyle \lim _{x\to \infty ,\,y\to \infty }} | {\displaystyle (x-y)}      | für {\displaystyle \infty -\infty }             |
| {\displaystyle \textstyle \lim _{x\to \infty ,\,y\to \infty }} | {\displaystyle (x/y)}      | für {\displaystyle {\tfrac {\infty }{\infty }}} |
| {\displaystyle \textstyle \lim _{x\to 0,\,y\to 0}}             | {\displaystyle (x^{y})}    | für {\displaystyle 0^{0}}                       |
| {\displaystyle \textstyle \lim _{x\to \infty ,\,y\to 0}}       | {\displaystyle (x^{y})}    | für {\displaystyle \infty ^{0}}                 |
| {\displaystyle \textstyle \lim _{x\to 1,\,y\to \infty }}       | {\displaystyle (x^{y})}    | für {\displaystyle 1^{\infty }}                 |
In dieser Formulierung konvergiert keiner der 7 Limites. D. h., Grenzwertaussagen über den Ausdruck ergeben sich nicht allein aus den Grenzwerten der Operanden {\displaystyle x} und {\displaystyle y}, und selbst im Fall einer Konvergenz sind verschiedene endliche Grenzwerte möglich.
Im Komplexen entspricht den erweiterten reellen Zahlen die Riemannsche Zahlenkugel {\displaystyle {\widehat {\mathbb {C} }}:=\mathbb {C} \cup \{{\hat {\infty }}\}} mit {\displaystyle {\hat {\infty }}} als dem unendlich fernen Punkt. Zieht man also auch komplexe Zahlen in Betracht, dann kommen im reell-komplexen Kontext folgende 6 Ausdrücke hinzu:
| {\displaystyle \textstyle \lim _{x\to 0,\,y\to {\hat {\infty }}}}                | {\displaystyle (x\cdot y)} | für {\displaystyle 0\cdot {\hat {\infty }}}           |
| {\displaystyle \textstyle \lim _{x\to {\hat {\infty }},\,y\to {\hat {\infty }}}} | {\displaystyle (x/y)}      | für {\displaystyle {\hat {\infty }}/{\hat {\infty }}} |
| {\displaystyle \textstyle \lim _{x\to {\hat {\infty }},\,y\to \infty }}          | {\displaystyle (x/y)}      | für {\displaystyle {\hat {\infty }}/\infty }          |
| {\displaystyle \textstyle \lim _{x\to \infty ,\,y\to {\hat {\infty }}}}          | {\displaystyle (x/y)}      | für {\displaystyle \infty /{\hat {\infty }}}          |
| {\displaystyle \textstyle \lim _{x\to {\hat {\infty }},\,y\to {\hat {\infty }}}} | {\displaystyle (x-y)}      | für {\displaystyle {\hat {\infty }}-{\hat {\infty }}} |
| {\displaystyle \textstyle \lim _{x\to 1,\,y\to {\hat {\infty }}}}                | {\displaystyle (x^{y})}    | für {\displaystyle 1^{\hat {\infty }}}                |

### Abgrenzung
„Unbestimmter Ausdruck“ bedeutet nicht dasselbe wie
undefinierter AusdruckZahlreiche weitere Ausdrücke sind – auch im Bereich der affin erweiterten reellen Zahlen – nicht definiert, etwa {\displaystyle {\tfrac {1}{0}}} oder {\displaystyle (-1)^{\infty }}. Sehr beliebt ist die pragmatische Setzung {\displaystyle 0^{0}:=1}, die in vielen Anwendungsfällen als Ergebnis angesehen werden kann.
Unstetigkeitsstelle bzw. nicht hebbare Definitionslücke der RechenoperationSonst müsste auch {\displaystyle {\tfrac {1}{0}}} zu den unbestimmten Ausdrücken gezählt werden.
Keine unbestimmten Ausdrücke sind (unabhängig von Existenz oder Endlichkeit) Grenzwerte von konkreten Funktionen, wie
{\displaystyle \lim _{x\to 0}{\frac {x^{2}}{x}}} oder {\displaystyle \lim _{x\to 0}x\cdot \cot x}.
Zwar ergibt sich durch naives Einsetzen hier der unbestimmte Ausdruck {\displaystyle {\tfrac {0}{0}}} bzw. {\displaystyle 0\cdot \infty }.
Durch genauere Untersuchung mit geeigneten Methoden wie der Regel von de L’Hospital kann der Grenzwert bestimmt werden.
Es gilt
{\displaystyle \lim _{x\to 0}{\frac {x^{2}}{x}}=0} sowie {\displaystyle \lim _{x\to 0}x\cdot \cot x=1}
und nicht etwa
{\displaystyle \lim _{x\to 0}{\frac {x^{2}}{x}}={\frac {0}{0}}} bzw. {\displaystyle \lim _{x\to 0}x\cdot \cot x=0\cdot \infty }.

## Auftreten bei Folgengrenzwerten
Sind {\displaystyle (a_{n})_{n\in \mathbb {N} }} und {\displaystyle (b_{n})_{n\in \mathbb {N} }} zwei Folgen reeller Zahlen, so kann man die Folgen {\displaystyle (a_{n}+b_{n})_{n\in \mathbb {N} }}, {\displaystyle (a_{n}-b_{n})_{n\in \mathbb {N} }}, {\displaystyle (a_{n}\cdot b_{n})_{n\in \mathbb {N} }} und – sofern {\displaystyle b_{n}\neq 0} – {\displaystyle \left({\tfrac {a_{n}}{b_{n}}}\right)_{n\in \mathbb {N} }} definieren; soweit beispielsweise {\displaystyle a_{n}>0} gilt, auch {\displaystyle \left(a_{n}^{b_{n}}\right)_{n\in \mathbb {N} }}.
Falls die Ausgangsfolgen in den affin erweiterten reellen Zahlen konvergieren, etwa {\displaystyle a_{n}\to a} und {\displaystyle b_{n}\to b}, so gilt für die verknüpften Folgen auch meist {\displaystyle a_{n}\circ b_{n}\to a\circ b}, wobei {\displaystyle \circ } eine der Grundrechenarten oder das Potenzieren bezeichnet.
Wenn jedoch {\displaystyle a\circ b} einer der oben aufgeführten unbestimmten Ausdrücke ist, ist das Grenzverhalten von {\displaystyle (a_{n}\circ b_{n})} unbestimmt.
Tatsächlich kann eine (weitenteils) beliebige Folge {\displaystyle (c_{n})_{n\in \mathbb {N} }} vorgegeben werden und dann {\displaystyle a_{n},b_{n}} mit {\displaystyle a_{n}\circ b_{n}=c_{n}}, {\displaystyle a_{n}\to a}, {\displaystyle b_{n}\to b} konstruiert werden, wie die folgende Auflistung zeigt.
- 0 : 0
Setze {\displaystyle b_{n}={\tfrac {1}{n\cdot \max(1,|c_{n}|)}}} und {\displaystyle a_{n}=b_{n}\cdot c_{n}}. Dann {\displaystyle {\tfrac {a_{n}}{b_{n}}}=c_{n}} und {\displaystyle a_{n}\to 0}, {\displaystyle b_{n}\to 0} wegen {\displaystyle |a_{n}|\leq {\tfrac {1}{n}}} bzw. {\displaystyle |b_{n}|\leq {\tfrac {1}{n}}}.
- 0 · ∞
Setze {\displaystyle b_{n}=n\cdot \max(1,|c_{n}|)} und {\displaystyle a_{n}={\tfrac {c_{n}}{b_{n}}}}. Dann {\displaystyle {a_{n}}\cdot {b_{n}}=c_{n}} und {\displaystyle a_{n}\to 0}, {\displaystyle b_{n}\to +\infty } wegen {\displaystyle |a_{n}|\leq {\tfrac {1}{n}}} bzw. {\displaystyle b_{n}\geq n}.
- ∞ − ∞
Setze {\displaystyle b_{n}=\max(n,-2c_{n})} und {\displaystyle a_{n}=b_{n}+c_{n}}. Dann {\displaystyle a_{n}-b_{n}=c_{n}} und es gilt {\displaystyle b_{n}\to +\infty } wegen {\displaystyle b_{n}\geq n}, {\displaystyle a_{n}\to +\infty } wegen {\displaystyle a_{n}\geq {\tfrac {n}{2}}}, falls {\displaystyle c_{n}\geq -{\tfrac {n}{2}}}, und {\displaystyle a_{n}=-c_{n}>{\tfrac {n}{2}}}, falls {\displaystyle c_{n}<-{\tfrac {n}{2}}}.
- ∞ : ∞
Es sei {\displaystyle c_{n}>0} vorausgesetzt. Setze {\displaystyle a_{n}=n\cdot \max(1,c_{n})} und {\displaystyle b_{n}={\tfrac {a_{n}}{c_{n}}}}. Dann {\displaystyle |a_{n}|\geq n}, {\displaystyle b_{n}\geq n}, also {\displaystyle a_{n}\to +\infty }, {\displaystyle b_{n}\to \infty } und natürlich {\displaystyle c_{n}={\tfrac {a_{n}}{b_{n}}}}.
- 00, ∞0, 1∞
Es sei {\displaystyle c_{n}>0} vorausgesetzt. Setze {\displaystyle \gamma _{n}=\ln c_{n}} und bestimme wie oben Folgen {\displaystyle (\alpha _{n})}, {\displaystyle (\beta _{n})} mit {\displaystyle \alpha _{n}\to 0}, {\displaystyle \beta _{n}\to +\infty } und {\displaystyle \alpha _{n}\beta _{n}=\gamma _{n}}.
  - Mit {\displaystyle a_{n}=e^{-\beta _{n}}} und {\displaystyle b_{n}=-\alpha _{n}} erledigt man den Fall 00,
  - mit {\displaystyle a_{n}=e^{\beta _{n}}} und {\displaystyle b_{n}=\alpha _{n}} den Fall ∞0,
  - mit {\displaystyle a_{n}=e^{\alpha _{n}}} und {\displaystyle b_{n}=\alpha _{n}} den Fall 1∞.

## Auftreten bei Funktionsgrenzwerten
Die oben für Folgen benutzten Methoden lassen sich leicht auf Funktionen verallgemeinern.
Auf diese Weise findet man zu jeder reellen Zahl {\displaystyle x_{0}} (oder auch {\displaystyle x_{0}=\infty } oder {\displaystyle x_{0}=-\infty }), jedem unbestimmten Ausdruck {\displaystyle a\circ b} und jeder reellen Funktion {\displaystyle h(x)} (ggf. mit der Einschränkung {\displaystyle h(x)>0}) zwei reelle Funktionen {\displaystyle f(x)} und {\displaystyle g(x)} mit {\displaystyle h(x)=f(x)\circ g(x)} für alle {\displaystyle x\neq x_{0}} sowie {\displaystyle \lim _{x\to x_{0}}f(x)=a} und {\displaystyle \lim _{x\to x_{0}}g(x)=b}.
Hierbei kann also {\displaystyle \lim _{x\to x_{0}}h(x)} jeden endlichen oder unendlichen Wert annehmen (ggf. nur nicht-negativ) oder auch gar nicht existieren. Mit anderen Worten: Aus der Kenntnis von {\displaystyle \lim _{x\to x_{0}}f(x)=a} und {\displaystyle \lim _{x\to x_{0}}g(x)=b} kann keinerlei Rückschluss auf {\displaystyle \lim _{x\to x_{0}}f(x)\circ g(x)} gewonnen werden, wenn {\displaystyle a\circ b} ein unbestimmter Ausdruck ist. Dagegen gilt für die Grundrechenarten und das Potenzieren durchaus {\displaystyle \lim _{x\to x_{0}}f(x)\circ g(x)=a\circ b}, wenn es sich um einen definierten und nicht unbestimmten Ausdruck handelt (und {\displaystyle f(x)\circ g(x)} in einer punktierten Umgebung von {\displaystyle x_{0}} überhaupt definiert ist); ggf. sind hierbei die Rechenregeln für {\displaystyle \infty } zu beachten, wie sie für die erweiterten reellen Zahlen gelten.
Erfüllen die Funktionen {\displaystyle f(x)} und {\displaystyle g(x)} die stärkeren Voraussetzungen der Regel von de L’Hospital, insbesondere hinsichtlich Differenzierbarkeit, so lässt sich mit deren Hilfe ggf. eine Aussage über den gesuchten Grenzwert {\displaystyle \lim _{x\to x_{0}}f(x)\circ g(x)} machen.

## Übersicht
Seien {\displaystyle f} und {\displaystyle g} reelle Funktionen und sei {\displaystyle x_{0}} eine reelle Zahl oder einer der beiden symbolischen Werte {\displaystyle +\infty } oder {\displaystyle -\infty }. Es sei vorausgesetzt, dass die Grenzwerte {\displaystyle a:=\lim _{x\to x_{0}}{f(x)}} und {\displaystyle b:=\lim _{x\to x_{0}}{g(x)}} entweder existieren oder dass bestimmte Divergenz vorliegt, was symbolisch als Grenzwert {\displaystyle +\infty } bzw. {\displaystyle -\infty } ausgedrückt sei.
In den meisten Fällen gilt, dass dann auch folgende Grenzwerte mit den angegebenen Werten existieren (bzw. bestimmte Divergenz vorliegt, wenn sich rechts {\displaystyle \pm \infty } ergibt):
- {\displaystyle \lim _{x\to x_{0}}{(f(x)\pm g(x))}=a\pm b}
- {\displaystyle \lim _{x\to x_{0}}{(f(x)\cdot g(x))}=a\cdot b}
- {\displaystyle \lim _{x\to x_{0}}{\frac {f(x)}{g(x)}}={\frac {a}{b}}}
- {\displaystyle \lim _{x\to x_{0}}{f(x)^{g(x)}}=a^{b}}

Hierbei seien die Rechenregeln
{\displaystyle \infty +b=\infty } für {\displaystyle b\neq -\infty }
{\displaystyle \infty \cdot b=\infty } für {\displaystyle b>0}
{\displaystyle {\tfrac {\infty }{b}}=\infty } für {\displaystyle 0<b<\infty }
{\displaystyle {\tfrac {a}{\infty }}=0} für {\displaystyle a\neq \pm \infty }
{\displaystyle \infty ^{b}=\infty } für {\displaystyle b>0}
{\displaystyle \infty ^{b}=0} für {\displaystyle b<0}
{\displaystyle a^{\infty }=\infty } für {\displaystyle a>1}
{\displaystyle a^{\infty }=0} für {\displaystyle 0\leq a<1}
sowie entsprechende Vorzeichenvarianten vereinbart.
Die Existenz des Grenzwertes links, geschweige denn sein Wert, ergibt sich jedoch nicht auf diese einfache Weise aus den Grenzwerten der Operanden, wenn rechts einer der oben angegebenen unbestimmten Ausdrücke sich ergäbe. Im Folgenden werden Beispielfunktionen {\displaystyle f(x),g(x)} mit entsprechenden Grenzwerten {\displaystyle a,b} aufgeführt, für die sich verschiedenste Grenzwerte {\displaystyle c\in \mathbb {R} } bzw. Divergenz ergibt:
- 0 : 0
{\displaystyle \lim _{x\to 0}{\frac {f(x)}{g(x)}}=c} mit {\displaystyle f(x)=c\cdot x}, {\displaystyle g(x)=x}
{\displaystyle \lim _{x\to 0}{\frac {f(x)}{g(x)}}=\pm \infty } mit {\displaystyle f(x)=\pm x}, {\displaystyle g(x)=x^{3}}
- ∞ : ∞
{\displaystyle \lim _{x\to +\infty }{\frac {f(x)}{g(x)}}=c} mit {\displaystyle f(x)=c\cdot x}, {\displaystyle g(x)=x}
{\displaystyle \lim _{x\to +\infty }{\frac {f(x)}{g(x)}}=\pm \infty } mit {\displaystyle f(x)=\pm x^{2}}, {\displaystyle g(x)=x}
- 0 · ∞
{\displaystyle \lim _{x\to 0}{\bigl (}f(x)\cdot g(x){\bigr )}=c} mit {\displaystyle f(x)=c\cdot x}, {\displaystyle g(x)={\tfrac {1}{x}}}
{\displaystyle \lim _{x\to 0}{\bigl (}f(x)\cdot g(x){\bigr )}=\pm \infty } mit {\displaystyle f(x)=\pm x}, {\displaystyle g(x)={\tfrac {1}{x^{2}}}}
- ∞ - ∞
{\displaystyle \lim _{x\to +\infty }{\bigl (}f(x)-g(x){\bigr )}=c} mit {\displaystyle f(x)=x+c}, {\displaystyle g(x)=x}
{\displaystyle \lim _{x\to +\infty }{\bigl (}f(x)-g(x){\bigr )}=\pm \infty } mit {\displaystyle f(x)=(3\pm 1)x}, {\displaystyle g(x)=2x}
- 1 ∞
{\displaystyle \lim _{x\to +\infty }{f(x)}^{g(x)}=c} mit {\displaystyle f(x)=c^{\tfrac {1}{x}}}, {\displaystyle g(x)=x}, sofern {\displaystyle c>0}
{\displaystyle \lim _{x\to +\infty }{f(x)}^{g(x)}=+\infty } mit {\displaystyle f(x)=x^{\tfrac {1}{x}}}, {\displaystyle g(x)=x}
- 0 0
{\displaystyle \lim _{x\to +\infty }{f(x)}^{g(x)}=c} mit {\displaystyle f(x)=c^{x}}, {\displaystyle g(x)={\tfrac {1}{x}}}, sofern {\displaystyle 0<c<1}
- ∞ 0
{\displaystyle \lim _{x\to +\infty }{f(x)}^{g(x)}=c} mit {\displaystyle f(x)=c^{x}}, {\displaystyle g(x)={\tfrac {1}{x}}}, sofern {\displaystyle c>1}
{\displaystyle \lim _{x\to +\infty }{f(x)}^{g(x)}=+\infty } mit {\displaystyle f(x)=x^{x}}, {\displaystyle g(x)={\tfrac {1}{x}}}, sofern {\displaystyle c>1}

Durch mathematische Umformungen lassen sich die verschiedenen Typen unbestimmter Ausdrücke auf den Typ 1 zurückführen. Bei einem unbestimmten Ausdrucks vom Typ 2 entsteht zum Beispiel durch die Umformung {\displaystyle {\tfrac {f(x)}{g(x)}}={\tfrac {\tfrac {1}{g(x)}}{\tfrac {1}{f(x)}}}} ein Ausdruck des Typs 1.
Ausdrücke des Typs 5 bis 7 können durch Logarithmierung auf den Typ 1 zurückgeführt werden.
Der Ausdruck {\displaystyle \infty :0} lässt grundsätzlich ebenfalls keine vollständige Aussage über das Grenzverhalten zu, jedoch kann sich hierbei zumindest anders als bei den oben aufgezählten Fällen gewiss kein endlicher Grenzwert ergeben, sondern allenfalls bestimmte Divergenz nach {\displaystyle +\infty } oder {\displaystyle -\infty }. Als Beispiel betrachte man {\displaystyle \lim _{x\to 0}{\tfrac {f(x)}{g(x)}}} mit {\displaystyle f(x)={\tfrac {1}{x}}} für {\displaystyle x\neq 0} sowie wahlweise
- {\displaystyle g(x)=x}: bestimmte Divergenz nach {\displaystyle +\infty },
- {\displaystyle g(x)=-x}: bestimmte Divergenz nach {\displaystyle -\infty },
- {\displaystyle g(x)=|x|}: links- und rechtsseitig verschiedene bestimmte Divergenz, insgesamt also unbestimmte Divergenz,
- {\displaystyle g(x)=x\cdot \sin(x)}: selbst einseitig liegt unbestimmte Divergenz vor.

## Der Ausdruck Null hoch null
Eine Sonderrolle kommt dem Ausdruck {\displaystyle 0^{0}} zu, der in sehr vielen wichtigen Fällen als {\displaystyle 0^{0}=1} anzusetzen ist. Hierzu beachte man, dass das Potenzieren, also die Berechnung des Ausdrucks {\displaystyle x^{y}}, zunächst überhaupt nur definiert wird als wiederholtes Multiplizieren, wobei folglich {\displaystyle y} eine nichtnegative ganze Zahl sein muss. Dann ist {\displaystyle x^{0}} das leere Produkt, das im Induktionsanfang – unabhängig von {\displaystyle x} – als 1 definiert wird: Es soll {\displaystyle x^{1}=x\cdot x^{0}} gelten, was zumindest für {\displaystyle x\neq 0} zwingend {\displaystyle x^{0}=1} ergibt. Das leere Produkt hat keine Faktoren, und insofern ist es gleichgültig, welchen Wert der gar nicht auftretende Faktor {\displaystyle x} hat, sodass sich auch {\displaystyle 0^{0}=1} ergibt. Die Setzung {\displaystyle 0^{0}=1} ist auch aus anderen Gründen sinnvoll. Beispielsweise gibt es, wenn {\displaystyle x,y} beide nichtnegative ganze Zahlen sind, stets genau {\displaystyle x^{y}} Abbildungen von einer {\displaystyle y}-elementigen Menge in eine {\displaystyle x}-elementige Menge. Mit der Setzung {\displaystyle 0^{0}=1} (oder nach der Grenzwertbetrachtung {\displaystyle \textstyle \lim _{x\downarrow \uparrow 0}\,x^{0}} für festes {\displaystyle y=0} und variables {\displaystyle x\neq 0}) gilt dies auch im Fall {\displaystyle x=y=0}.
Die so als Abbildung von {\displaystyle \mathbb {R} \times \mathbb {N} _{0}} nach {\displaystyle \mathbb {R} } definierte Operation des Potenzierens lässt sich im Reellen per {\displaystyle \textstyle x^{-y}:={\frac {1}{x^{y}}}} auch auf den Fall {\displaystyle x\neq 0}, {\displaystyle y\in \mathbb {Z} } fortsetzen sowie für nichtnegatives {\displaystyle x} durch Wurzelziehen zunächst auf nichtnegative rationale Exponenten und dann per Grenzwertbetrachtung auch auf {\displaystyle y\in [0,\infty )}. Letzteres ist per Definition stetig in {\displaystyle y}, jedoch ist das Potenzieren als Abbildung von {\displaystyle \textstyle \left((\mathbb {R} \setminus \{0\})\times \mathbb {Z} \right)\cup \left([0,\infty )\times [0,\infty )\right)} nach {\displaystyle \mathbb {R} } insgesamt nicht stetig an der Stelle {\displaystyle (0,0)}: Beispielsweise gilt {\displaystyle \textstyle \lim _{x\to 0^{+}}0^{x}=\lim _{x\to 0^{+}}0=0}, aber {\displaystyle \textstyle \lim _{x\to 0^{+}}x^{0}=\lim _{x\to 0^{+}}1=1}.
Aus dieser Unstetigkeit ergibt sich die oben genannte Unbestimmtheit im Zusammenhang mit Grenzwerten.